# Donationware

Un donationware ou donateware (parfois traduit doniciel) est un logiciel gratuit dont la rétribution est laissée à l'appréciation de l'utilisateur.
L'utilisateur peut ainsi choisir :
- s'il rétribue ou non l'auteur du programme ;
- si oui, la somme qu'il lui envoie.

Ce principe offre donc une solution de substitution :
- au logiciel payant, parfois trop cher, et qui pénalise les revenus modestes ;
- au logiciel gratuit, qui ne génère que rarement de profits pour l'auteur.

Il existe d'autres solutions, par exemple le carticiel, dans lequel l'auteur demande à l'utilisateur régulier l'envoi d'une carte postale ; ou encore le caritaticiel, qui demande à l'utilisateur d'envoyer un don à une œuvre caritative, etc.